# Ede (Holandia)
Ede (wymowaⓘ) – miasto i gmina we wschodniej Holandii w prowincji Gelderland. Miasto Ede ma 105 994 mieszkańców (2012).